# Gai Fidiculani Fàlcula
Gai Fidiculani Fàlcula (llatí: Gaius Fidiculanius Falcula) va ser un senador romà del segle i aC.
Va ser jutge al judici d'Estaci Albi Opiànic l'any 74 aC, acusat d'intentar enverinar al seu fillastre Aulus Cluenci. Opiànic va ser condemnat per una curta majoria i Fàlcula va ser acusat pel tribú de la plebs Luci Quinti d'haver estat seleccionat jutge pel pretor urbà Verres amb l'únic objecte de votar contra l'acusat, de condemnar-lo sense escoltar les proves, de no ajornar el procediment i de rebre 40.000 sestercis de l'acusador Cluenci, però en va sortir absolt, perquè el clamor popular contra la corrupció dels jutges havia decaigut.
Però vuit anys després, el 66 aC va estar altre cop al primer pla quan Ciceró, en la seva defensa d'Aulus Cluenci (Pro Cluentio), el va atacar fortament, demanant-se qui era el culpable en el judici contra Opiànic si Fàlcula era innocent.